# Edredó

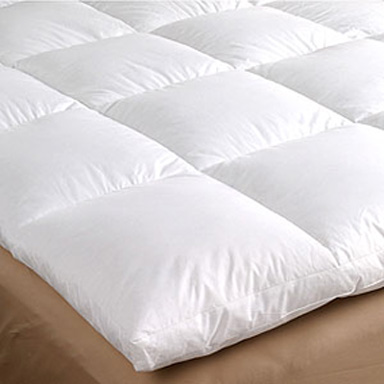
Un edredó.

Un edredó és un tipus de cobertor compost per un estoig suau tradicionalment farcida de plomissol o material sintètic que s'utilitza al llit com a flassada. Avui en dia, els edredons també s'omplen de llana o fibres artificials com el polièster.
Quan és una vànova farcida de cotó, rep el nom de vànova cotonada o simplement cotonada.
- els edredons sintètics no són calorosos per la qual cosa es recomanen per a cambres amb calefacció o per entretemps.
- en mantenir les plomes la calor del cos, els edredons naturals són recomanables per a peces fredes i climes pocs calorosos.

Als llits equipats amb edredons, el matalàs es cobreix amb un llençol de sota i damunt s'hi posa l'edredó.
El nom deriva de l'anglès eider down, puix que el plomissol original provenia de les plomes del pit i la part baixa del cos dels èider.

## Història
Els edredons van sorgir a l'Europa rural i van ser fets originalment de plomes d'èider, un tipus d'ànec salvatge les plomes del qual són ben conegudes per la seva utilitat com a aïllant.
Avui dia, els edredons encara s'utilitzen a Europa (especialment al nord i Escandinàvia on és la forma més comuna de coberta de llit), i han arribat a ser populars al llarg del món a la fi del segle xx. La seva popularitat en el nord d'Europa es reflecteix en la seva denominació comuna d'edredó nòrdic o simplement nòrdic.
A Westfàlia, un escriptor anglès de viatges observava amb sorpresa el 1749,
| «                                                      | Hi ha una cosa molt particular en ells, que no es cobreixen amb robes de llit, sinó que posen un llit de plomes sobre i una altra sota. Això és prou còmode a l'hivern, però com poden suportar de cobrir-se amb els seus llits de plomes a l'estiu, tal com es fa habitualment, no ho puc concebre. | » |
| — Thomas Nugent, «The Grand Tour», 1749, vol. II. p.66 | |   |